# Coupe du monde UCI Juniors
La Coupe du monde UCI Juniors (UCI Junior Men World Challenge en anglais) organisée de 1993 à 2007 était une compétition réservée aux coureurs de 17 et 18 ans. Toutes les compétitions importantes du calendrier junior UCI étaient répertoriés dans la Coupe du monde Juniors.
À l'issue des épreuves, un classement individuel était établis. Chaque compétition rapportait des points aux coureurs selon un barème donné.
La Coupe du monde UCI Juniors fut remplacée en 2008 par l'UCI Coupe des Nations Juniors, qui regroupe un nombre moins important de compétitions et qui n'a pas de classement individuel.

## Courses
- Coupe du Président de la Ville de Grudziądz
- Course de la Paix juniors
- Trois jours d'Axel
- Grand Prix Général Patton
- Tour de l'Abitibi
- Tour de Basse-Saxe juniors
- Liège-La Gleize
- Championnat du monde juniors du contre-la-montre
- Championnat du monde juniors sur route
- Grand Prix Rüebliland
- Giro della Lunigiana
- Tour d'Istrie

## Barème
|          | Points                               | Points                                | Points         |
| Position | Championnat du monde Course en ligne | Championnat du monde Contre-la-montre | Autres courses |
| -------- | ------------------------------------ | ------------------------------------- | -------------- |
| 1        | 100                                  | 90                                    | 70             |
| 2        | 75                                   | 70                                    | 35             |
| 3        | 60                                   | 55                                    | 30             |
| 4        | 35                                   | 30                                    | 25             |
| 5        | 25                                   | 20                                    | 20             |
| 6        | 20                                   | 18                                    | 18             |
| 7        | 18                                   | 16                                    | 16             |
| 8        | 16                                   | 14                                    | 14             |
| 9        | 14                                   | 12                                    | 12             |
| 10       | 12                                   | 11                                    | 11             |
| 11       | 11                                   | 10                                    | 10             |
| 12       | 10                                   | 9                                     | 9              |
| …        | …                                    | …                                     | …              |
| 20       | 2                                    | 1                                     | 1              |

## Palmarès
| Année | Vainqueur          | Pts | Deuxième           | Pts | Troisième         | Pts |
| ----- | ------------------ | --- | ------------------ | --- | ----------------- | --- |
| 1999  | Fabian Cancellara  | 196 | Christian Knees    | 155 | Rouslan Kaioumov  | 140 |
| 2000  | Piotr Mazur        | 313 | Marcel Sieberg     | 178 | Jeremy Yates      | 138 |
| 2001  | Jukka Vastaranta   | 358 | Niels Scheuneman   | 270 | Oleksandr Kvachuk | 170 |
| 2002  | Matej Jurčo        | 288 | Thomas Dekker      | 257 | Jukka Vastaranta  | 227 |
| 2003  | Kai Reus           | 336 | Peter Velits       | 272 | Grega Bole        | 231 |
| 2004  | Roman Kreuziger    | 330 | Simon Špilak       | 300 | Blel Kadri        | 140 |
| 2005  | André Steensen     | 399 | Thomas Vedel Kvist | 321 | Sebastian Hans    | 269 |
| 2006  | Niki Ostergaard    | 427 | Marcel Kittel      | 343 | Blaž Jarc         | 331 |
| 2007  | Michał Kwiatkowski | 425 | Yannick Eijssen    | 349 | Dimitri Le Boulch | 326 |

## Résultats par éditions

### 1999
| N° | Course                                           | Date            | Vainqueur           |
| -- | ------------------------------------------------ | --------------- | ------------------- |
| 1  | Heuvelland Tweedaagse                            | 8-9 mai         | Mark Schneider      |
| 2  | Int. 3-Etappen-Rundfahrt der Rad-Junioren        | 22-24 mai       | Guillaume Canet     |
| 3  | Trois jours d'Axel                               | 28-30 mai       | Filip Verscuren     |
| 4  | Course de la Paix juniors                        | 2-6 juin        | Fabian Cancellara   |
| 5  | Tour d'Autriche juniors                          | 1-4 juillet     | Sven Vanthourenhout |
| 6  | Grand Prix Général Patton                        | 10-11 juillet   | Igor Abakoumov      |
| 7  | Giro della Lunigiana                             | 2-5 septembre   | Alexandr Kolobnev   |
| 8  | Grand Prix Rüebliland                            | 10-12 septembre | Antonio Bucciero    |
| 9  | Bank Austria Jugendtour                          | 15-18 septembre | Bernhard Eisel      |
| 10 | Championnat du monde du contre-la-montre juniors | 5 octobre       | Fabian Cancellara   |
| 11 | Championnat du monde sur route juniors           | 10 octobre      | Damiano Cunego      |

### 2000
| N° | Course                                           | Date              | Vainqueur         |
| -- | ------------------------------------------------ | ----------------- | ----------------- |
| 1  | Coupe du Président de la Ville de Grudziadz      | 29 avril-3 mai    | Błażej Janiaczyk  |
| 2  | Heuvelland Tweedaagse                            | 13-14 mai         | Retirée           |
| 3  | Trois jours d'Axel                               | 26-28 mai         | Marcel Sieberg    |
| 4  | Course de la Paix juniors                        | 31 mai-4 juin     | Piotr Mazur       |
| 5  | Tour de Lorraine juniors                         | 9-11 juin         | Michiel Elijzen   |
| 6  | Tour d'Autriche juniors                          | 30 juin-2 juillet | Philippe Gilbert  |
| 7  | Grand Prix Général Patton                        | 8-9 juillet       | Wim De Vocht      |
| 8  | Tour de l'Abitibi                                | 17-23 juillet     | Piotr Mazur       |
| 9  | Trofeo Karlsberg                                 | 24-27 août        | Marcel Sieberg    |
| 10 | Giro della Lunigiana                             | 7-10 septembre    | Aleksandr Arekeev |
| 11 | Grand Prix Rüebliland                            | 8-10 septembre    | Daniel Gysling    |
| 12 | Int. Sport Kärnten Junioren Weltcup Rundfahrt    | 27-30 septembre   | Tomaž Nose        |
| 13 | Championnat du monde du contre-la-montre juniors | 11 octobre        | Piotr Mazur       |
| 14 | Championnat du monde sur route juniors           | 14 octobre        | Jeremy Yates      |

### 2001
Le Finlandais Jukka Vastaranta termine à la première place du challenge mondial juniors.
| N° | Course                                           | Date                | Vainqueur              |
| -- | ------------------------------------------------ | ------------------- | ---------------------- |
| 1  | Coupe du Président de la Ville de Grudziadz      | 29 avril-3 mai      | Jukka Vastaranta       |
| 2  | Trois jours d'Axel                               | 25-27 mai           | Christoph Meschenmoser |
| 3  | Int. 3-Etappen-Rundfahrt der Rad-Junioren        | 2-4 juin            | Mathieu Boiche         |
| 4  | Course de la Paix juniors                        | 6-10 juin           | Sven Krauss            |
| 5  | Tour d'Autriche juniors                          | 29 juin-1er juillet | Przemysław Pietrzak    |
| 6  | Grand Prix Général Patton                        | 7-8 juillet         | Jukka Vastaranta       |
| 7  | Tour de l'Abitibi                                | 16-22 juillet       | Jukka Vastaranta       |
| 8  | Heuvelland Tweedaagse                            | 25-26 août          | Jukka Vastaranta       |
| 9  | Giro della Lunigiana                             | 6-9 septembre       | Oleksandr Kvachuk      |
| 10 | Grand Prix Rüebliland                            | 7-9 septembre       | Niels Scheuneman       |
| 11 | Championnat du monde du contre-la-montre juniors | 10 octobre          | Jurgen Van den Broeck  |
| 12 | Championnat du monde sur route juniors           | 13 octobre          | Oleksandr Kvachuk      |

### 2002
| N° | Course                                           | Date          | Vainqueur        |
| -- | ------------------------------------------------ | ------------- | ---------------- |
| 1  | Coupe du Président de la Ville de Grudziadz      | 1er-5 mai     | Matej Jurčo      |
| 2  | Euregio Autolease Heuvelland Tour                | 10-12 mai     | Thomas Dekker    |
| 3  | Int. 3-Etappen-Rundfahrt der Rad-Junioren        | 18-20 mai     | Thomas Dekker    |
| 4  | Trois jours d'Axel                               | 24-26 mai     | Matti Breschel   |
| 5  | Tour de Lorraine juniors                         | 31 mai-2 juin | Jordane Chazal   |
| 6  | Trofeo Karlsberg                                 | 30 mai-2 juin | Felix Odebrecht  |
| 7  | Course de la Paix juniors                        | 5-9 juin      | Peter Velits     |
| 8  | Tour d'Autriche juniors                          | 5-7 juillet   | Matej Jurčo      |
| 9  | Grand Prix Général Patton                        | 13-14 juillet | Jukka Vastaranta |
| 10 | Tour de l'Abitibi                                | 16-21 juillet | Tyler Farrar     |
| 11 | Grand Prix Rüebliland                            | 6-8 septembre | Jos Harms        |
| 12 | Giro della Lunigiana                             | 5-8 septembre | Vincenzo Nibali  |
| 13 | Championnat du monde du contre-la-montre juniors | 9 octobre     | Mikhail Ignatiev |
| 14 | Championnat du monde sur route juniors           | 12 octobre    | Arnaud Gérard    |

### 2003
| N° | Course                                           | Date            | Vainqueur        |
| -- | ------------------------------------------------ | --------------- | ---------------- |
| 1  | Coupe du Président de la Ville de Grudziadz      | 1er-4 mai       | Mikhail Ignatiev |
| 2  | Euregio Autolease Heuvelland Tour                | 9-11 mai        | Kai Reus         |
| 3  | Course de la Paix juniors                        | 14-18 mai       | Peter Velits     |
| 4  | Trois jours d'Axel                               | 23-25 mai       | Kai Reus         |
| 5  | Tour de Lorraine juniors                         | 29 mai-1er juin | Peter Velits     |
| 6  | Tour d'Autriche juniors                          | 4-6 juillet     | Martin Velits    |
| 7  | Grand Prix Général Patton                        | 12-13 juillet   | Mikaël Cherel    |
| 8  | Tour de l'Abitibi                                | 22-27 juillet   | Kai Reus         |
| 9  | Liège-La Gleize                                  | 9-10 août       | Grega Bole       |
| 10 | Tour de Basse-Saxe juniors                       | 15-17 août      | Carlo Westphal   |
| 11 | Giro della Lunigiana                             | 4-7 septembre   | Valerio Agnoli   |
| 12 | Grand Prix Rüebliland                            | 12-14 septembre | Martin Velits    |
| 13 | Tour d'Istrie                                    | 12-14 septembre | Grega Bole       |
| 14 | Championnat du monde du contre-la-montre juniors | 8 octobre       | Mikhail Ignatiev |
| 15 | Championnat du monde sur route juniors           | 10 octobre      | Kai Reus         |

### 2004
| N° | Course                                           | Date             | Vainqueur               |
| -- | ------------------------------------------------ | ---------------- | ----------------------- |
| 1  | Coupe du Président de la Ville de Grudziadz      | 30 avril - 3 mai | Timofey Kritskiy        |
| !! | Euregio Autolease Heuvelland Tour                | 7-9 mai          | Annulée                 |
| 2  | Course de la Paix juniors                        | 12-16 mai        | Roman Kreuziger         |
| 3  | Trois jours d'Axel                               | 21-23 mai        | Pawel Mikulicz          |
| 4  | Tour de Lorraine juniors                         | 28-31 mai        | Blel Kadri              |
| 5  | Tour d'Autriche juniors                          | 2-4 juillet      | Stefan Denifl           |
| 6  | Grand Prix Général Patton                        | 10-11 juillet    | Simon Špilak            |
| 7  | Tour de l'Abitibi                                | 20-25 juillet    | Christopher Stockburger |
| 8  | Liège-La Gleize                                  | 7-8 août         | Simon Špilak            |
| 9  | Tour de Basse-Saxe juniors                       | 13-15 août       | Blel Kadri              |
| 10 | Giro della Lunigiana                             | 2-5 septembre    | Rob Ruijgh              |
| 11 | Grand Prix Rüebliland                            | 10-12 septembre  | Roman Kreuziger         |
| 12 | Tour d'Istrie                                    | 24-26 septembre  | Petr Novotný            |
| 13 | Championnat du monde du contre-la-montre juniors | 28 septembre     | Patrick Gretsch         |
| 14 | Championnat du monde sur route juniors           | 2 octobre        | Roman Kreuziger         |

### 2007
| N° | Course                                           | Date                | Vainqueur          |
| -- | ------------------------------------------------ | ------------------- | ------------------ |
| 1  | Paris-Roubaix juniors                            | 15 avril            | Fabien Taillefer   |
| 2  | Coupe du Président de la Ville de Grudziadz      | 28 avril-1er mai    | Michał Kwiatkowski |
| 3  | Course de la Paix juniors                        | 9-13 mai            | Michał Kwiatkowski |
| 4  | Trois jours d'Axel                               | 18-20 mai           | Adam Blythe        |
| 5  | Grand Prix Général Patton                        | 14-15 juillet       | Dimitri Le Boulch  |
| 6  | Tour de l'Abitibi                                | 16-22 juillet       | Taylor Phinney     |
| 7  | Tour de Basse-Saxe juniors                       | 27-29 juillet       | Michael Humbert    |
| 8  | Liège-La Gleize                                  | 3-5 août            | Yannick Eijssen    |
| 9  | Grand Prix Rüebliland                            | 31 août-2 septembre | Dimitri Le Boulch  |
| 10 | Giro della Lunigiana                             | 6-9 septembre       | Giorgio Cecchinel  |
| 11 | Tour d'Istrie                                    | 21-23 septembre     | Yannick Eijssen    |
| 12 | Championnat du monde du contre-la-montre juniors | 9 août              | Taylor Phinney     |
| 13 | Championnat du monde sur route juniors           | 12 août             | Diego Ulissi       |

## Record
- Le plus de victoires d'épreuves :  Jukka Vastaranta (5)
- Le plus de victoires sur une saison :  Jukka Vastaranta et  Kai Reus (4)